# Severomaďarské středohoří

Severomaďarské středohoří (červeně vyznačeno)

Severomaďarské středohoří (v Maďarsku zvané spíše Severní středohoří, maď. Északi-középhegység) je geomorfologická oblast v severním Maďarsku a přilehlé části Slovenska, kde se označuje jako Matransko-slanská oblast. Tvoří jižní část Vnitřních Západních Karpat, nejvyšší bod je Šimonka (1092 m) ve slovenské části Slanských vrchů. Oblast zahrnuje i nejvyšší maďarský vrch Kékes (1014 m) v pohoří Mátra. Na jihu sousedí s rozsáhlou Velkou dunajskou kotlinou, na severu leží Lučensko-košická sníženina.

## Významné pohoří/geomorfologické jednotky
Významné jednotky od západu k východu jsou:
- Burda (Slovensko)
- Börzsöny (Maďarsko)
- Vyšehradské vrchy
- Gödöllő (Maďarsko)
- Cerová vrchovina (Slovensko) + Cserhát-hegység (Maďarsko)
- Mátra (Maďarsko)
- Bukové hory (Maďarsko)
- Cserehát (Maďarsko) + Bodvianska pahorkatina (Slovensko - součást Lučensko-košické zníženiny podle slovenského geomorfologického členění)
- Slanské vrchy (maďarská část zvaná Tokajská vrchovina nebo Zemplínská vrchovina) (Slovensko) + (Maďarsko)
- Zemplínske vrchy (Slovensko)